# Wera Wiktorowna Rudakowa
Wera Wiktorowna Rudakowa (russisch Вера Викторовна Рудакова, international nach englischer Transkription Vera Rudakova; * 20. März 1992) ist eine russische Leichtathletin, die sich auf den Hürdenlauf über 400 m spezialisiert hat.

## Karriere
Wera Rudakowa errang bislang neben drei nationalen Meistertiteln – 2016, 2018, 2019 – mehrere internationale Erfolge. So lief sie 2009 bei den Jugendweltmeisterschaften im italienischen Brixen mit 57,83 s zu Gold, ehe sie nur Tage später beim Europäischen Olympischen Sommer-Jugendfestival im finnischen Tampere bei 58,01 s erneut den ersten Rang belegte. 2010 setzte Rudakowa ihre Goldserie bei den Juniorenweltmeisterschaften in Moncton, Kanada, mit gelaufenen 57,16 s fort – die Weißrussin Kazjaryna Arzjuch, die mit 56,16 s zunächst als Erstplatzierte feststand, war wegen Dopings nachträglich vom Lauf disqualifiziert worden. Im estnischen Tallinn reichten Rudakowa 2011 bei den Junioreneuropameisterschaften 57,24 s, um sich vor den beiden Französinnen Aurélie Chaboudez (57,35 s) und Maëva Contion (58,03 s) die Goldmedaille zu sichern. Bei den U23-Europameisterschaften 2013 erneut in Tampere, Finnland, an den Start gehend, verhalfen Rudakowa 55,92 s zum bisher letzten Goldgewinn.
Bei den Militärweltspielen 2019 im chinesischen Wuhan erlief Rudakowa mit 55,66 s Bronze hinter der Ukrainerin Hanna Ryschykowa (55,23 s) unter der Bahrainerin Aminat Jamal (55,12 s).